# Palema Fibber
Palema Fibber, född 24 mars 1959 på Brodda Stuteri, död 1969, var en svenskfödd varmblodig travhäst. Hon tränades och kördes av Tore Ernfridsson.
Palema Fibber tävlade åren 1962–1969, och sprang totalt in 61 925 kronor på 76 starter, varav 19 segrar, 8 andraplatser och 8 tredjeplatser.

## Karriär

### Köpt som unghäst
1960, då Palema Fibber var 1,5 år gammal köptes hon av affärsmannen Karl-Erik Bender och travtränaren Tore Ernfridsson, på auktion vid Brodda Stuteri i Skåne. Hon köptes för under 5 000 kronor. Palema Fibber tränades under sin tävlingskarriär av Tore Ernfridsson vid Axevalla travbana och sprang totalt in 61 925 kronor. Hon hade som bäst tio raka segrar på sin meritlista.

### Skada och avel
Efter en skada som fyraåring gick hon till avel, och fick ett föl, Miss Palema. Hon gjorde därefter en mindre comeback, men gick sedan åter till avel och fick ytterligare tre föl: Mr Palema, Ohwe Palema och Rickard Palema. Drygt tio år gammal dog hon av kolik.
Palema Fibber fick därefter ge namn åt Stall & Stuteri Palema i Edsvära, och alla hästar som föddes upp i egen regi fick redan från början efternamnet Palema, något som har hållits fast vid. Som förnamn har namn ur Karl-Erik Benders familjekrets använts, och även anställda i företaget Benders har ibland fått låna sina namn åt fölen.

## Stamtavla
| Efter Fibber 1946       | Dean Hanover 1934 | Dillon Axworthy    | Axworthy            |
| Efter Fibber 1946       | Dean Hanover 1934 | Dillon Axworthy    | Adioo Dillon        |
| Efter Fibber 1946       | Dean Hanover 1934 | Palestrina         | Atlantic Express    |
| Efter Fibber 1946       | Dean Hanover 1934 | Palestrina         | Pilatka             |
| Efter Fibber 1946       | Little Lie 1936   | Mr Mcelwyn         | Guy Axworthy        |
| Efter Fibber 1946       | Little Lie 1936   | Mr Mcelwyn         | Widow Maggie        |
| Efter Fibber 1946       | Little Lie 1936   | Great Patch        | Peter The Great     |
| Efter Fibber 1946       | Little Lie 1936   | Great Patch        | Fan Patch           |
| Undan Kings Palema 1953 | Speed King 1937   | Volomite           | Peter Volo          |
| Undan Kings Palema 1953 | Speed King 1937   | Volomite           | Cita Frisco         |
| Undan Kings Palema 1953 | Speed King 1937   | The Worthy M.Morr. | Guy Axworthy        |
| Undan Kings Palema 1953 | Speed King 1937   | The Worthy M.Morr. | The Gr. Miss Morris |
| Undan Kings Palema 1953 | Malmö 1943        | Pinero             | Guy Day             |
| Undan Kings Palema 1953 | Malmö 1943        | Pinero             | Pongee Silk         |
| Undan Kings Palema 1953 | Malmö 1943        | Duchess            | McGregor The Great  |
| Undan Kings Palema 1953 | Malmö 1943        | Duchess            | Molema              |